# Helicius hillaryi
Helicius hillaryi is een spinnensoort uit de familie springspinnen (Salticidae). De soort komt voor in Bhutan.